# Arsène Alexandre

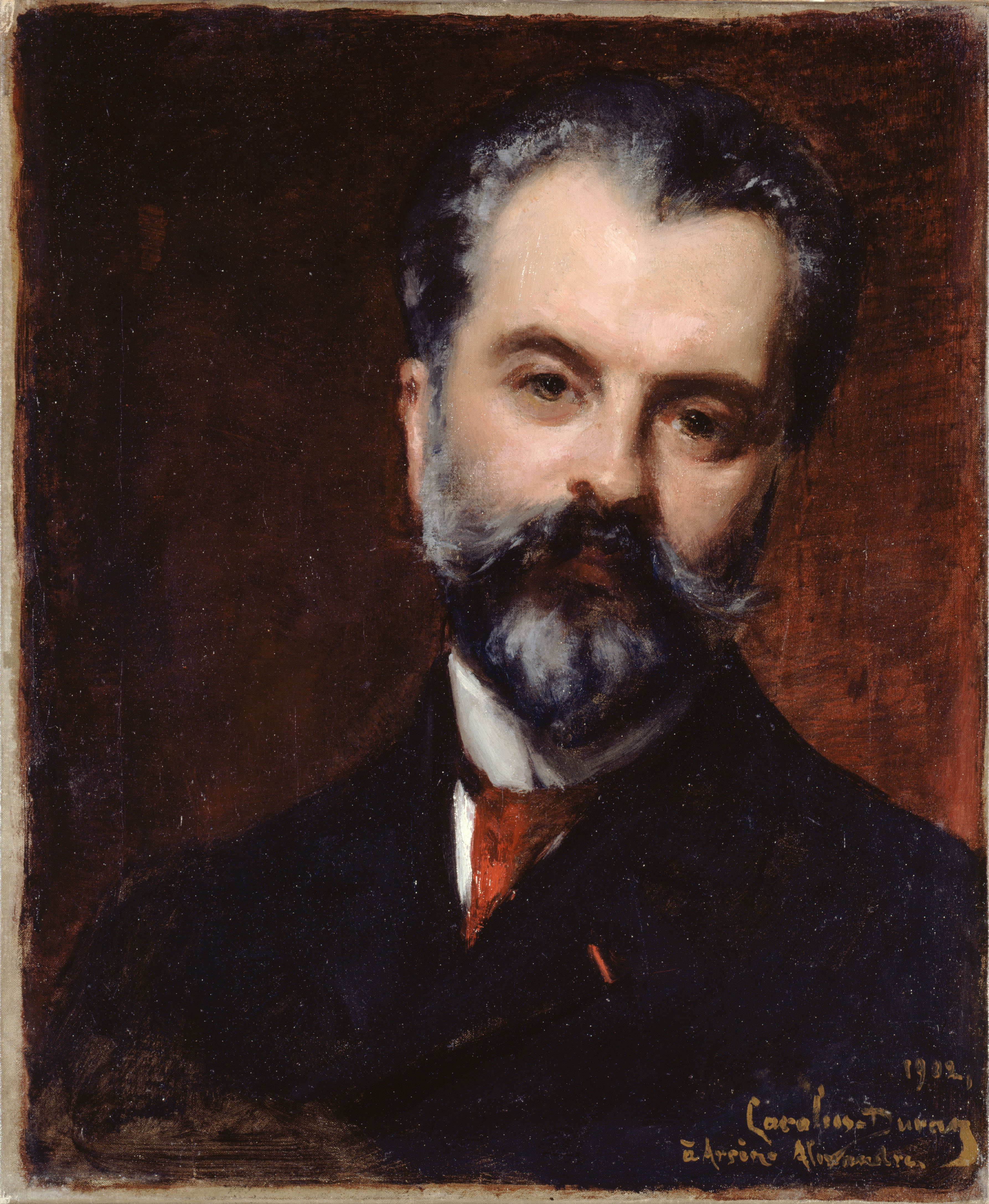
Arsène Alexandre, målat av Carolus-Duran.

Arsène Urbain Pierre Alexandre, född den 16 augusti 1859 i Paris, död den 1 oktober 1937 i Brain-sur-Allonnes, var en fransk konstkritiker.
Alexandre var verksam i den periodiska pressen och utgav även konsthistoriska böcker såsom Histoire de la peinture militaire (1889), Histoire de l'art décoratif, du XVIII:e siècle à nos jours (1892), L'art du rire et de la caricature (1893), Histoire populaire de la peinture (1896) med mera.